# Sverre Kjelsberg
Pour les articles homonymes, voir Kjelsberg.
Sverre Kjelsberg, né le 18 octobre 1946 à Tromsø (Norvège) et mort le 18 juin 2016 dans cette ville, est un chanteur, musicien (guitare et basse), compositeur et parolier norvégien.

## Biographie
Sverre Kjelsberg était membre du groupe The Pussycats depuis 1964. Avec Mattis Hætta, il a représenté la Norvège au Concours Eurovision de la chanson 1980 avec Sámiid ædnan, chanson qu'il a composée avec Ragnar Olsen.